# Новочемровська сільська рада
Новочемро́вська сільська рада (рос. Новочемровский сельский совет) — сільське поселення у складі Зонального району Алтайського краю Росії.
Адміністративний центр та єдиний населений пункт — село Нова Чемровка.

## Населення
Населення — 2103 особи (2019; 1864 в 2010, 1910 у 2002).